# Faculté de santé de Sorbonne Université
La Faculté de santé de Sorbonne Université, anciennement la Faculté de médecine Pierre-et-Marie-Curie, est une faculté universitaire, composante de Sorbonne Université.
Créée par décret en 1968 sous la forme d'une unité de formation et de recherche (UFR) au sein de l'université de Paris-VI (Pierre-et-Marie-Curie, UPMC), fondue dans le grand ensemble Sorbonne-Université en 2018 puis rebaptisée Faculté de santé en 2023, la faculté est l'une des 6 facultés de médecine d'Île-de-France.
Elle est associée au groupe hospitalo-universitaire Sorbonne Université de l'AP-HP avec, entre autres, les hôpitaux Tenon, hôpital Saint-Antoine, hôpital Rothschild, Hôpital Armand-Trousseau et le groupe hospitalier de la Pitié-Salpêtrière–Charles-Foix.

## Campus
La faculté a pour siège le 91-105, boulevard de l'Hôpital, à Paris. C'est le site historique de l'hôpital de la Salpêtrière. Sorbonne-Université a choisi pour siège le campus des Cordeliers, rue de l'École-de-Médecine, où l'amphithéâtre Saint-Côme loué par les Franciscains avait abrité le premier collège de médecine de Paris. La scolarité du 3e cycle de médecine est également située sur le site des Cordeliers.
Les enseignements sont dispensés principalement au sein du groupe hospitalier de la Pitié-Salpêtrière–Charles-Foix, dans l'hôpital Saint-Antoine, et dans l'hôpital Antoine-Béclère, ainsi qu'à l'Institut Henri-Poincaré du 11 rue Pierre-et-Marie-Curie.

## Formation
La faculté de santé offre un enseignement dans les trois cycles d’études médicales (1er cycle, 2e cycle et 3e cycle incluant DES, DESC, DU et DIU), ainsi que des enseignements paramédicaux (l’orthophonie, la psychomotricité et l’orthoptie).

## Informations
Depuis 2020, le doyen de la faculté est Bruno Riou, secondé par Thierry Lardot (directeur général).
La faculté compte en 2022 : 
- 4 080 étudiants en licence[4],
- 9 263 étudiants en master[4],
- 274 enseignants hospitalo-universitaires contractuels (chefs de clinique)[5]
- 395 enseignants hospitalo-universitaires titulaires (MCUPH et PUPH)[5],
- 12 unités de recherche[6],
- 6 grands hôpitaux (formant le GHU AP-HP Sorbonne Université)

En 2021, les enseignants-chercheurs de la Faculté sont au nombre de 395, et la spécialité la plus représentée est celle du « Développement et pathologie de l'enfant, gynécologie-obstétrique, endocrinologie et reproduction » (section 54).

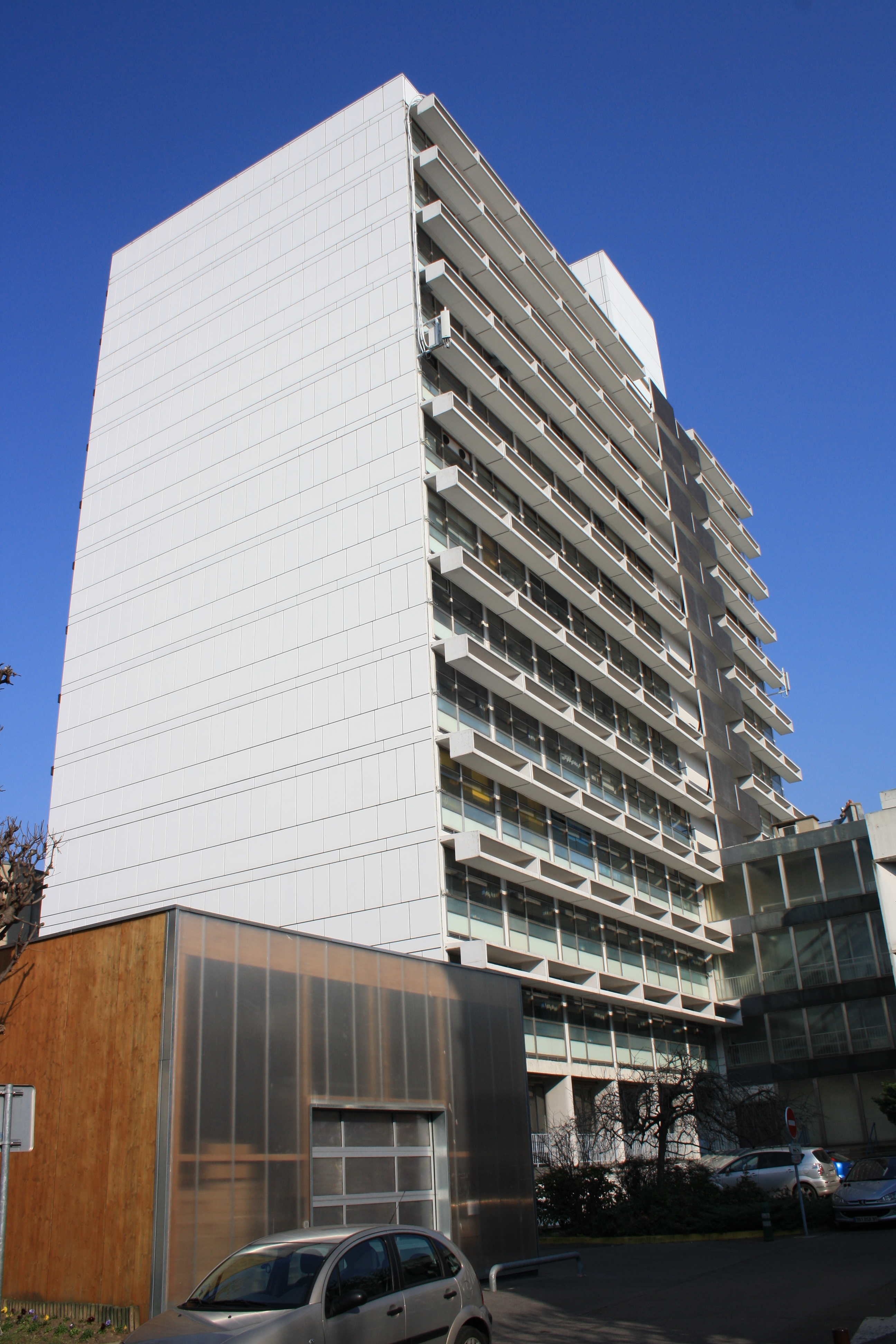
Le site d'enseignement de l'hôpital Saint-Antoine en 2011

| Section | Intitulé                                                                                         | MCUPH | PUPH | Total | Pourcentage |
| ------- | ------------------------------------------------------------------------------------------------ | ----- | ---- | ----- | ----------- |
| 42      | Morphologie et morphogenèse                                                                      | 4     | 16   | 20    | 5,1 %       |
| 43      | Biophysique et imagerie médicale                                                                 | 4     | 17   | 21    | 5,3 %       |
| 44      | Biochimie, biologie cellulaire et moléculaire, physiologie et nutrition                          | 13    | 15   | 28    | 7,1 %       |
| 45      | Microbiologie, maladies transmissibles et hygiène                                                | 18    | 15   | 33    | 8,4 %       |
| 46      | Santé publique, environnement et société                                                         | 5     | 6    | 11    | 2,8 %       |
| 47      | Cancérologie, génétique, hématologie, immunologie                                                | 19    | 25   | 44    | 11,1 %      |
| 48      | Anesthésiologie, réanimation, médecine d'urgence, pharmacologie et thérapeutique                 | 10    | 25   | 35    | 8,9 %       |
| 49      | Pathologie nerveuse et musculaire, pathologie mentale, handicap et rééducation                   | 6     | 30   | 36    | 9,1 %       |
| 50      | Pathologie ostéo-articulaire, dermatologie et chirurgie plastique                                | 4     | 11   | 15    | 3,8 %       |
| 51      | Pathologie cardiorespiratoire et vasculaire                                                      | 4     | 20   | 24    | 6,1 %       |
| 52      | Maladies des appareils digestif et urinaire                                                      | 11    | 31   | 42    | 10,6 %      |
| 53      | Médecine interne, gériatrie, chirurgie générale et médecine générale                             | 5     | 18   | 23    | 5,8 %       |
| 54      | Développement et pathologie de l'enfant, gynécologie-obstétrique, endocrinologie et reproduction | 12    | 37   | 49    | 12,4 %      |
| 55      | Pathologie de la tête et du cou                                                                  | 1     | 13   | 14    | 3,5 %       |
| 56      | Développement, croissance et prévention                                                          | 0     | 0    | 0     | 0,0 %       |
| 57      | Sciences biologiques, médecine et chirurgie buccales                                             | 0     | 0    | 0     | 0,0 %       |
| 58      | Sciences physiques et physiologiques endodontiques et prothétiques                               | 0     | 0    | 0     | 0,0 %       |
|         | Total                                                                                            | 116   | 279  | 395   | 100,0 %     |

## Vie étudiante
De nombreuses associations proposent des activités tout au long de l'année : Acoufem (concours des fanfares de médecine de France), AESF PSA (sages-femmes), Association des petits cochons (rugby et football), AVC PSA (criteriums, regroupements d'étudiants en médecine), Bureau des sports Saint-Antoine (80 sports), la Corpo des Carabins de Sorbonne Université (C2SU, association avec 12 pôles, Tutorat des années supérieures, Représentation étudiante, Tutorat pour le PASS et le LAS, Événementiel, Santé globale et solidarité, Informatique, Photographie, Scop pour les musiciens…), Comed’scène (comédies musicales), FCPS (football féminin), la Troupe des voyages de Badroulboudour (théâtre pour enfants hospitalisés), Fallopes (féministe queer et intersectionnel), Med’Alo (activités nautiques), Les petites cochonnes de Saint-Antoine (rugby féminin), Moktar Sound System (fanfare de la faculté), PSA Green (écolo), PS’Art (art et culture pour tous), Sol'SU (missions humanitaires), Théâtreux de la paillasse (jeu théâtral), Association des Étudiant·e·s en Orthoptie de Sorbonne Université (AEOSU, entraide), Association des étudiants et professionnels en psychomotricité (AFEPP), Association parisienne des étudiant.e.s en orthophonie (APEO), Association psychomot' des étudiants de la Pitié Salpêtrière (APEPS), Solidarités étudiantes (COP'1, lutte contre la précarité étudiante), Oasis (international et interculturel), Paris 6 Langues des signes (P6LS, promotion de la culture sourde), Psychomotricité en action (PEA, solidarité internationale), Psychomotricité et ouverture sur le monde du maternage (POMM), Psychomotricité sans frontière (PSF), Association générale des étudiants de Paris (AGEP)…